# Fähre Briedel
Die Fähre Briedel ist eine Motorfähre für Fußgänger, Fahrradfahrer und Kraftfahrzeuge auf der Mosel. Sie verkehrt saisonal von Anfang April bis Ende Oktober zwischen den beiden Flussufern in Briedel, einer Ortsgemeinde innerhalb der Verbandsgemeinde Zell (Mosel) im Landkreis Cochem-Zell in Rheinland-Pfalz.

## Der Fährbetrieb
Koordinaten: 50° 1′ 24,1″ N, 7° 9′ 6,5″ O
Die Fähre ist zurzeit eine der größten auf der Mosel. Ursprünglich für die örtlichen Winzer eingerichtet, um die gegenüber dem Ort auf der linken Seite des Flusses gelegenen Weinberge aufsuchen zu können, hat ihre Nutzung durch die Verlagerung des meisten Kfz-Verkehrs auf die wenige Kilometer flussabwärts befindliche und 1955 fertiggestellte Moselbrücke Zell erheblich abgenommen. Die dadurch gesunkene wirtschaftliche Ausnutzung wird nur teilweise vom Tourismus aufgewogen.
Das Fährrecht zwischen beiden Ufern der Mosel bei Flusskilometer 91,110 ist vom Staat an die Ortsgemeinde Briedel verpachtet. Die Ortsgemeinde unterhält dort zur Gewährleistung des Fährverkehrs im öffentlichen Interesse eine Fähre, die als unselbständige Anstalt (öffentliche Einrichtung) der Ortsgemeinde geführt wird.
Das heutige Schiff, ENI-Nummer 04808790, wurde 1967 auf der Schiffswerft Oberwinter in Remagen-Oberwinter gebaut und verkehrt seitdem in Briedel; es ersetzte die nach dem Ersten Weltkrieg angeschaffte Wagenfähre. Diese war gegen Ende des Zweiten Weltkriegs im März 1945 versenkt worden, um ihre Sprengung zu verhindern, wurde im Juli 1945 wieder gehoben und von der Besatzungsverwaltung nach Reil zum Truppenübersetzen requiriert, und wurde schließlich Ende 1946 in ziemlich ramponierten Zustand zurück nach Briedel gebracht.
Die aktuellen Fährzeiten, von Anfang April bis Ende Oktober, sind:
- Täglich außer Mittwoch und Sonntag: 8.00 bis 12.00 Uhr und 12.45 bis 17.30 Uhr
- Samstag: 8.00 bis 12.00 Uhr und 12.45 bis 16.00 Uhr
- An Sonn- und Feiertagen findet kein Fährbetrieb statt.

## Geschichte
Soweit in den überlieferten Unterlagen belegt, war die Gemeinde immer für die Anschaffung und Instandhaltung der Fähre verantwortlich. Die Gemeinde verpachtete die Fähre regelmäßig an den Meistbietenden, der dann als Fährmann für den Betrieb sorgte und durch die Fährnutzungsgebühren sein Einkommen erzielte. Der alte Fährnachen, wie auch die erste Wagenfähre, waren Gierfähren, d. h. sie hingen an einem über den Fluss gespannten Seil und wurden durch Schrägstellung von der Strömung auf die jeweils andere Flussseite getrieben. Das Seil war auf der Weinbergsseite im Fels verankert und auf der Ortsseite stand ein 25 Meter hoher, 1906 errichteter Stahlgittermast, über den das Seil am Fundament der Schule in einer Spannvorrichtung befestigt war. Durch die Moselkanalisierung nahm die Strömung jedoch stark ab und die Fähre musste motorisiert werden. Das Fährseil und der sogenannte „Schleudermast“ wurden 1996 abgebaut.
1960 übernahm die Gemeinde den Fährbetrieb in direkte Eigenregie, und der Fährmann ist seitdem fest angestellt. Alle Weinbergsbesitzer der linken Moselseite werden durch eine flächenabhängige feste Fährgebühr zu den Betriebskosten herangezogen. Nichtwinzer und Gäste zahlen jeweils eine Überfahrtsgebühr.
Auf der linken Moselseite, am Fährkopf gegenüber dem Ort Briedel, in den Sockel des Steilhangs hineingebaut, steht das alte Fährhäuschen aus dem Jahre 1823. Vorgängerbauten am gleichen Standort dienten den Briedeler Winzern als Warte- und Schutzraum. Heute dient das Fährhäuschen den Radlern auf dem Mosel-Radweg als Wetterschutz und bei Wanderern ist es mit seinen davorstehenden Ruhebänken als schattiger Rastplatz mit schönem Blick auf Briedel beliebt.